# KAT-TUN
KAT-TUN (カトゥーン Katūn?) este o trupă de J-pop formată de agenția Johnny & Associates (Johnny's) în anul 2001 și a debutat în anul 2006.

## Membri
- Kazuya Kamenashi -Voce
- Tatsuya Ueda-Voce
- Yuichi Nakamaru-Voce

## Foști membri
- Jin Akanishi-Voce
- Koki Tanaka-Voce
- Junnosuke Taguchi-Voce